# Église du Divin-Sauveur de Séville
Pour les articles homonymes, voir Église du Divin Sauveur.
L'église du Divin Sauveur (en espagnol Iglesia del Divino Salvador, ou simplement El Salvador), est une église catholique romaine de Séville, en Espagne. Il s'agit de la plus grande église de la ville après la cathédrale,.

## Situation
Elle est située dans le quartier d'Alfalfa. Elle est limitée à l'ouest par la plaza del Salvador (sur laquelle donne la façade principale de l'église), au nord par la rue Córdoba, à l'est par la plaza de Jesús de la Pasión (populairement appelée plaza del Pan) et au sud par la rue Villegas.

## Histoire

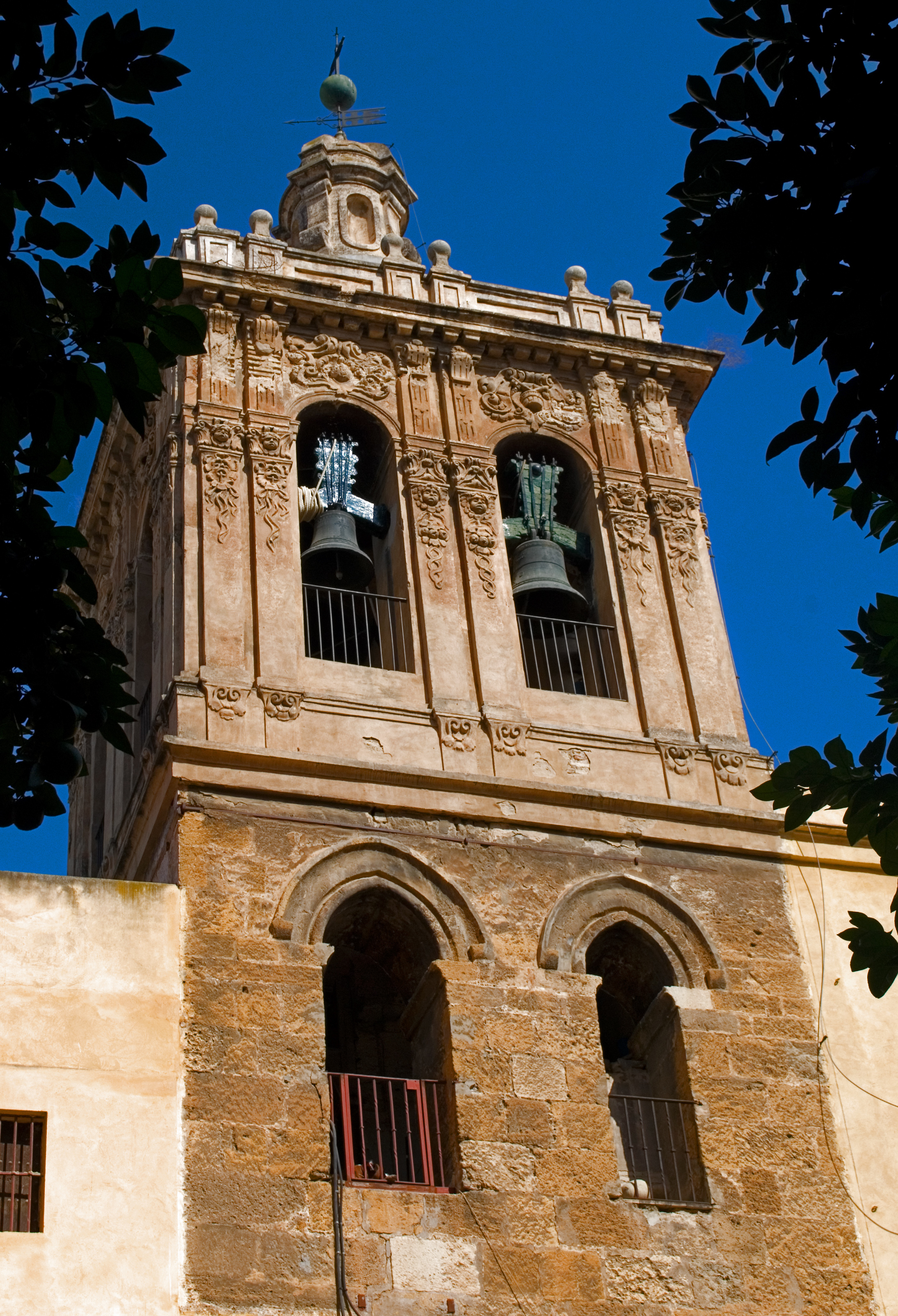
On peut observer sur la tour campanaire la base provenant du minaret de l'époque musulmane.

L'église du Divin Sauveur fut érigée sur le terrain occupé par la mosquée Ibn Adabbas, qui fut la première grande mosquée de Séville, construite en 829-830 par le cadi de la ville, Umar ibn Adabbas, à la demande d'Abd al-Rahman II,. Un minaret y fut adjoint par le roi Al Mutamid Ibn Abbad en 1079-1080 comme le mentionne un épigraphe déplacé, depuis, dans le vestibule de l'église. L'édifice devint église collégiale en 1248 et l'église fut progressivement adaptée au culte catholique. Premièrement, on donna à la nef une orientation est-ouest. En 1671, en raison de son mauvais état, l'édifice fut partiellement détruit et reconstruit dès 1674, en éliminant tous les éléments en relation avec l'Islam, en ajoutant un clocher à la tour et en donnant à l'église, en majeure partie, sa forme actuelle. L'édification de l'église fut commencée par Esteban García et par l'architecte Eufrasio López. En 1682, l'architecte José Granados de la Vega présenta un projet pour les façades. Il fut approuvé et leur construction fut proposée à Francisco Gómez Septien, qui mourut avant la fin des travaux. Leonardo de Figueroa lui succéda en 1696 : il termina les voûtes, construisit la coupole et s'occupa de la décoration intérieure. L'édifice fut terminé en 1712. Les uniques vestiges de la mosquée sont le patio des ablutions et la base du minaret, devenu le campanile.
La collégiale devint paroisse au XIXe siècle. En 1829, le sol, originellement pavé, fut changé par des dalles de marbre blanc. Les trois portails de la façade principale, restée inachevée, furent encadrés par le sculpteur Diego López ; les travaux furent terminés en 1889. Des vitraux furent disposés à toutes les fenêtres en 1870, sur la suggestion d'Antoine d'Orléans, duc de Montpensier, et la façade principale fut isolée par des barrières en fer forgé en 1896. L'édifice, dont l'état se détériorait, fut rénové entre 2003 et 2008.

## Description

### Extérieur
La façade monumentale qui donne à l'ouest sur la plaza del Salvador date en grande partie du XIXe siècle. Elle est constituée de trois portails, de style Renaissance italienne, correspondant aux trois vaisseaux de l'église. Sur le portail central se trouve un globe terrestre et la croix et, sur son entablement, des anges et un écusson décoré de l'Agnus Dei. Sur les portails latéraux se trouvent les bustes des apôtres Pierre et Paul. Le corps central, qui présente un grand oculus dans sa partie supérieure, possède un clocher se terminant par un fronton surmonté d'une croix de fer forgé. Derrière les grilles qui ferment le parvis de l'église est érigée la petite chapelle du Carmel, qui ne contient rien hormis l'écu du Carmel sur l'entablement.
Dans le patio de los Naranjos, vestige de l'ancienne mosquée, se trouve, à l'ouest, la capilla de los Desamparados (chapelle des laissés-pour-compte), œuvre d'Ambrosio de Figueroa. De section rectangulaire, son intérieur est décoré de peintures murales baroques et présente une série de niches qui servent d'autels. Au chevet se trouve celui qui donne son nom à la chapelle, de la fin du XVIIIe siècle. L'accès au patio par la rue Córdoba se fait par une ruelle étroite ouverte en 1705 pendant les travaux d'assainissement d'un bourbier qui affaiblissait les fondations de la tour. Le patio est en outre limité au nord par une partie du bâtiment qui abrite actuellement des logements et sur laquelle s'élève le campanile et à l'est par l'ancien sanctuaire collégial occupé depuis par la sacristie et par une ancienne chapelle mortuaire,.
La tour de l'église s'élève sur ce qui était le minaret de la mosquée, de section rectangulaire.  La base de la tour est de l'époque musulmane et son couronnement date du XVIIIe siècle. On y monte en entrant par le patio, en traversant l'appartement du sonneur, par des escaliers encastrés dans la pierre. Son aspect actuel date des modifications effectuées entre 1718 et 1719, notamment par Leonardo de Figueroa.
À l'angle entre la plaza del Salvador et la rue Villegas, donnant au sud-ouest, se trouve une niche abritant une croix de bois, la Cruz de las Culebras (croix des couleuvres), l'ancienne croix du cimetière de la paroisse. Sous la niche se trouve une inscription par laquelle le roi Jean II de Castille obligeait toute personne à s'agenouiller en passant sous la croix, sous peine d'amende. À sa droite, donnant au sud se trouve le retable en céramique du Santo Cristo del Amor (Saint Christ de l'Amour), créé en 1930 par Enrique Mármol Rodrigo.

### Intérieur
La nef de l'église est composée de trois vaisseaux de hauteur quasiment identique, dessinés par Leonardo de Figueroa, chacun divisé en quatre travées par des piliers quadrangulaires possédant chacun des colonnes adossées à chapiteaux corinthiens. Le vaisseau central est couvert de voûtes hémisphériques alors que les vaisseaux latéraux sont à voûtes d'arêtes. La croisée du transept est surmontée d'un tambour polygonal et d'une coupole au sommet de laquelle se trouve un lanterneau, également dessinés par Leonardo de Figueroa,.
Le sol est couvert de dalles de marbre blanc dans lequel on retrouve des motifs floraux de jaspe bleuté.
L'église compte de plus plusieurs autres salles, parmi elles une grange dîmière, des sacristies, la salle de réunions de la paroisse, les dépendances des confréries, les appartements du sacristain, du sonneur et du curé.
Les vaisseaux latéraux abritent plusieurs chapelles et retables.

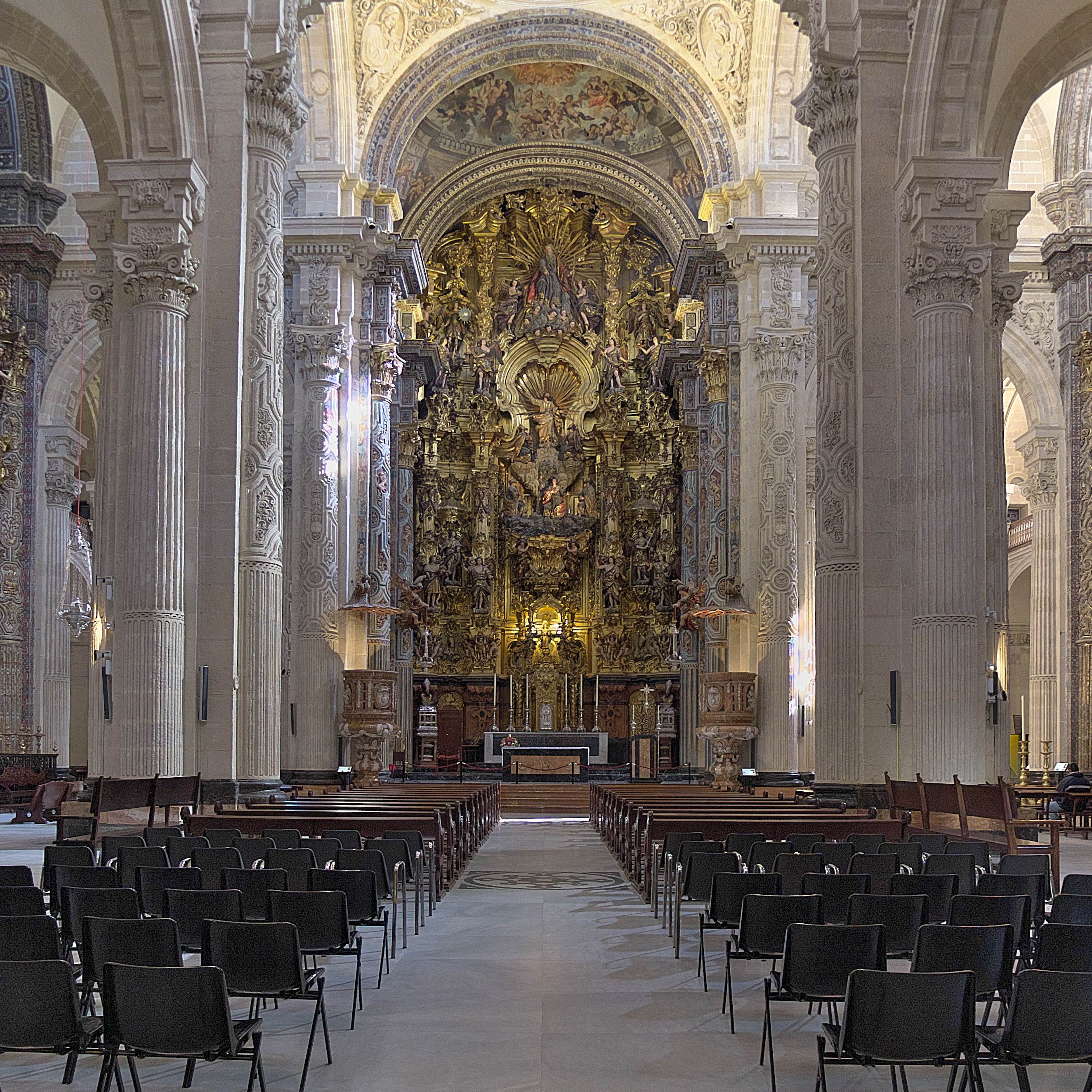
Le vaisseau central.
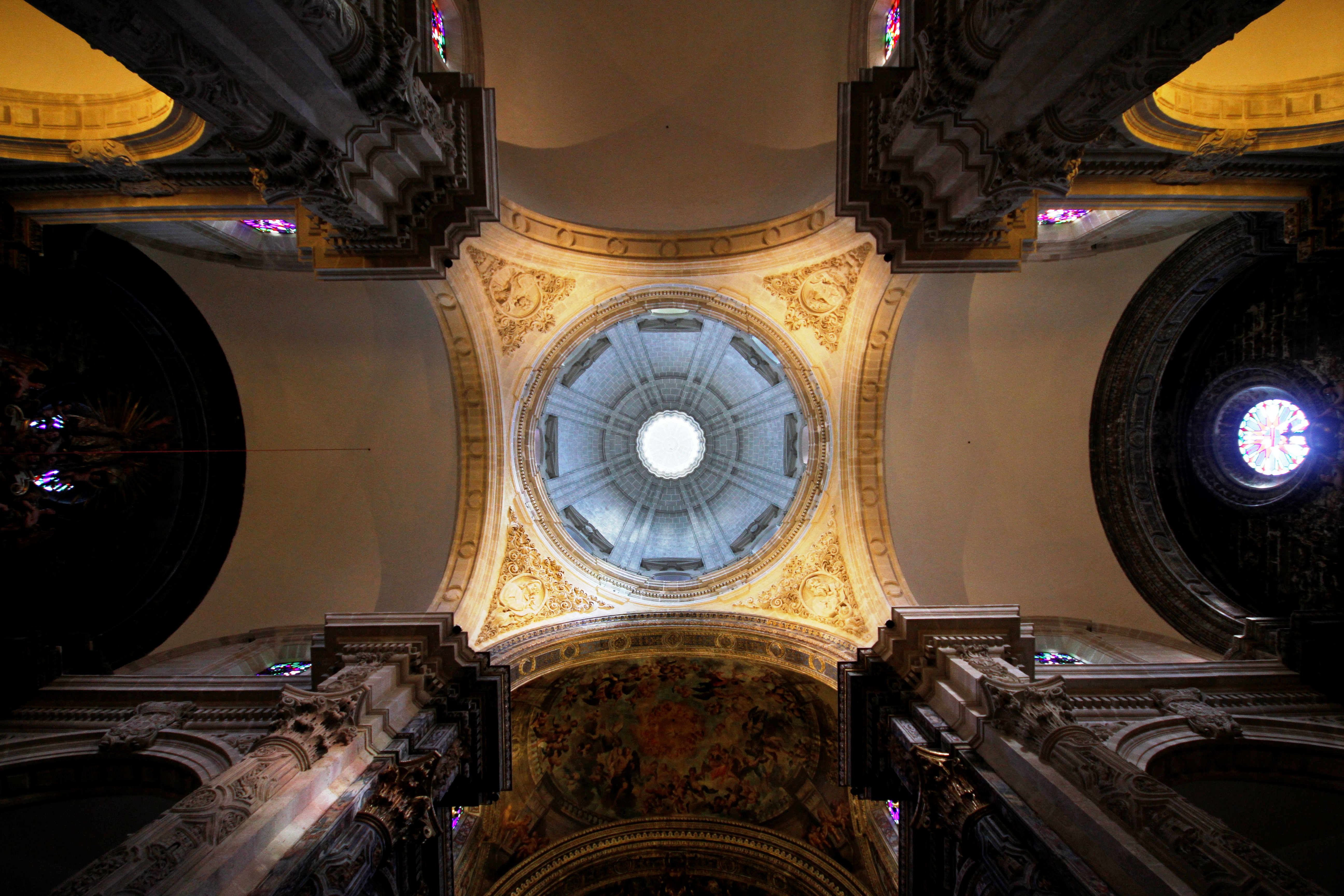
La coupole de la croisée du transept.
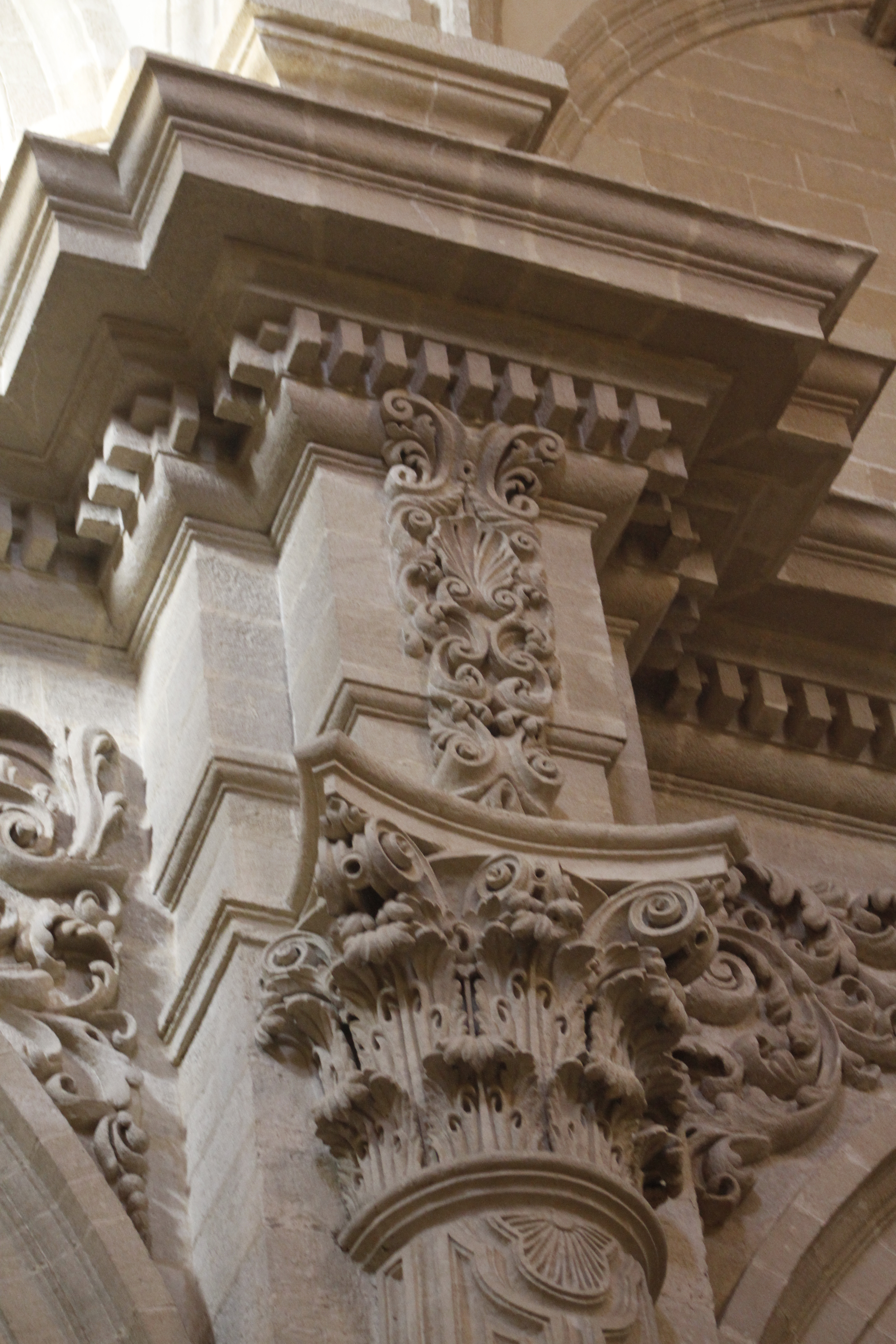
Détail d'un pilier avec ses colonnes adossées à chapiteaux corinthiens.
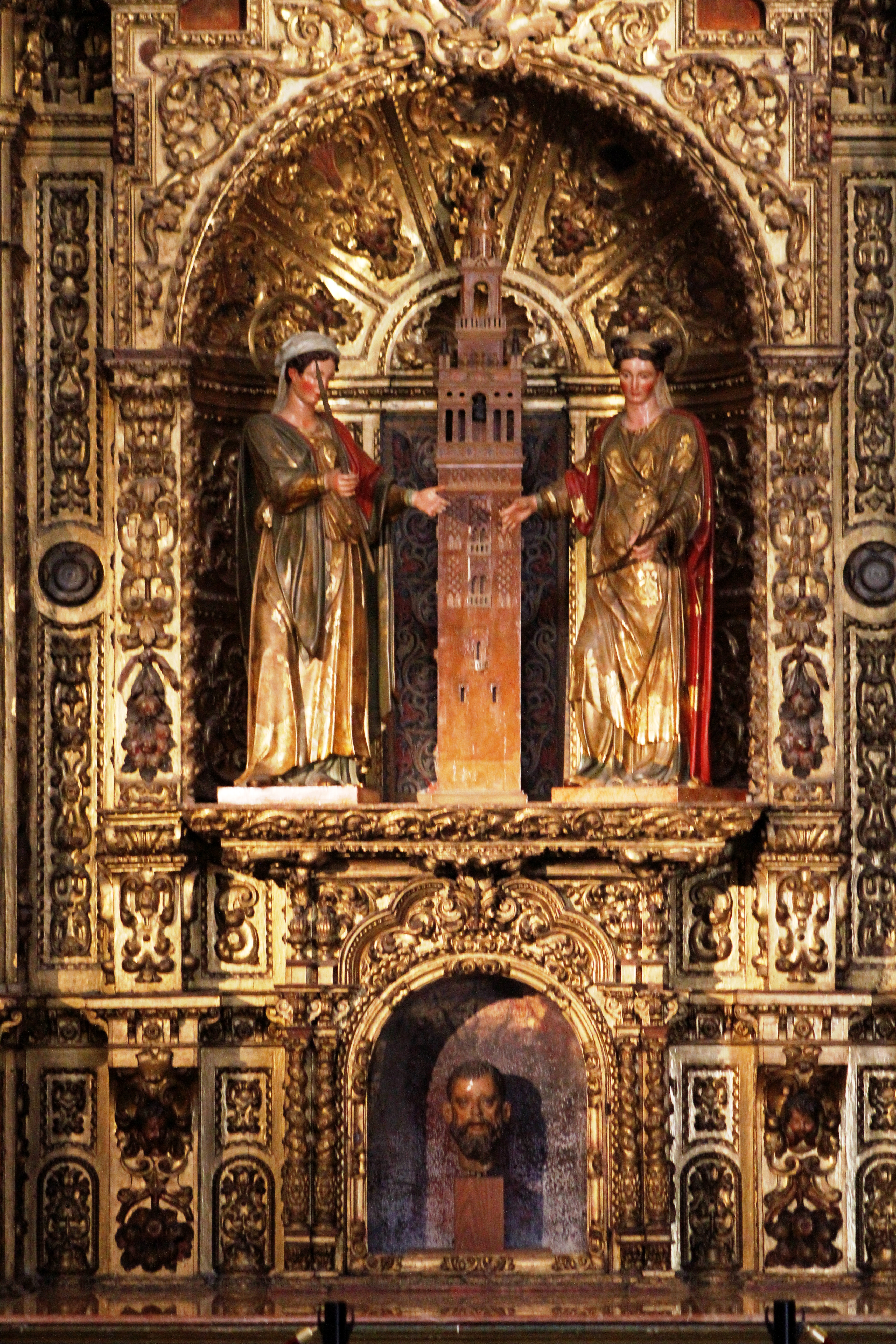
Le retable de Juste et Rufine.
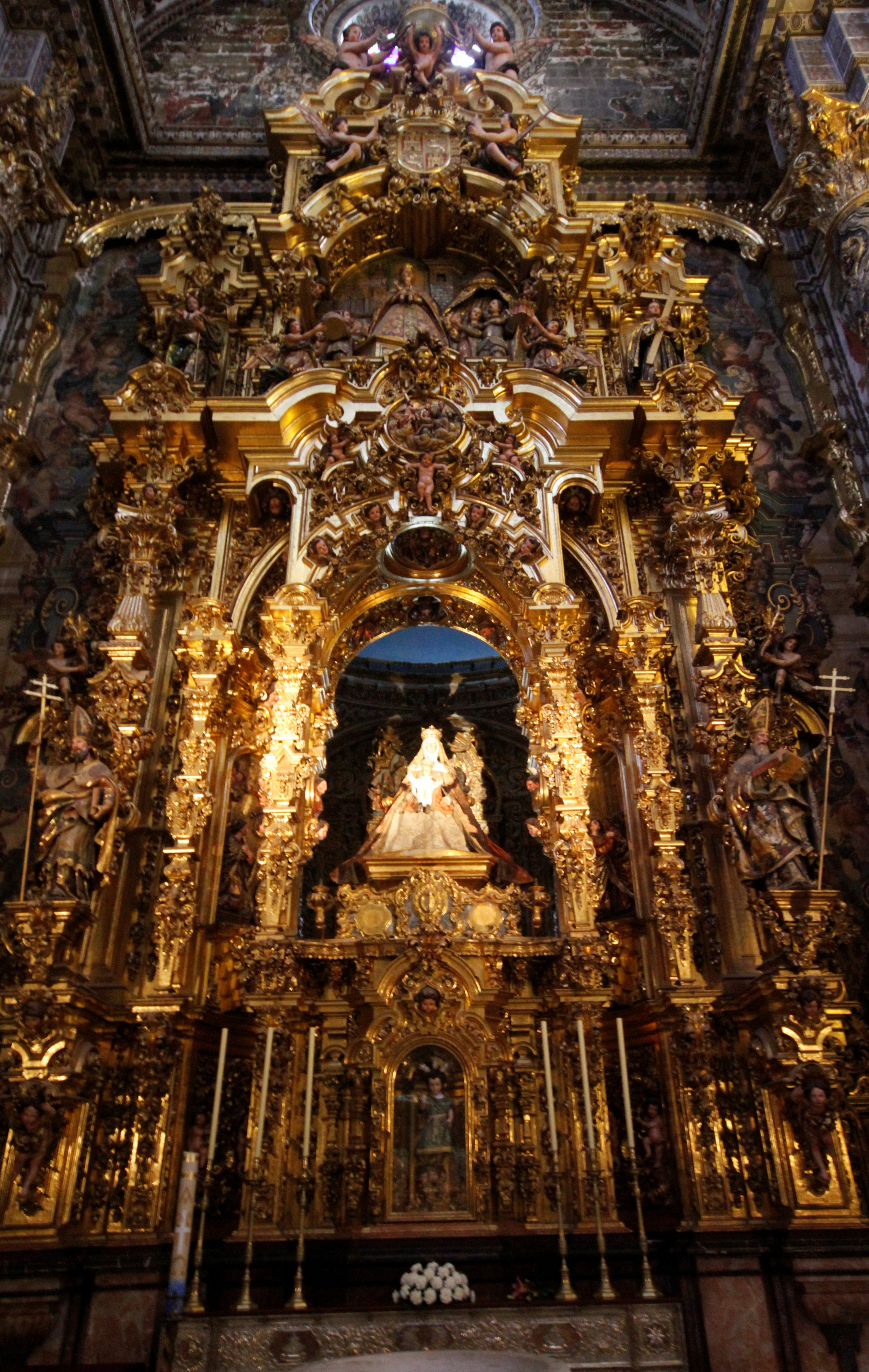
Le retable de la Vierge des Eaux.
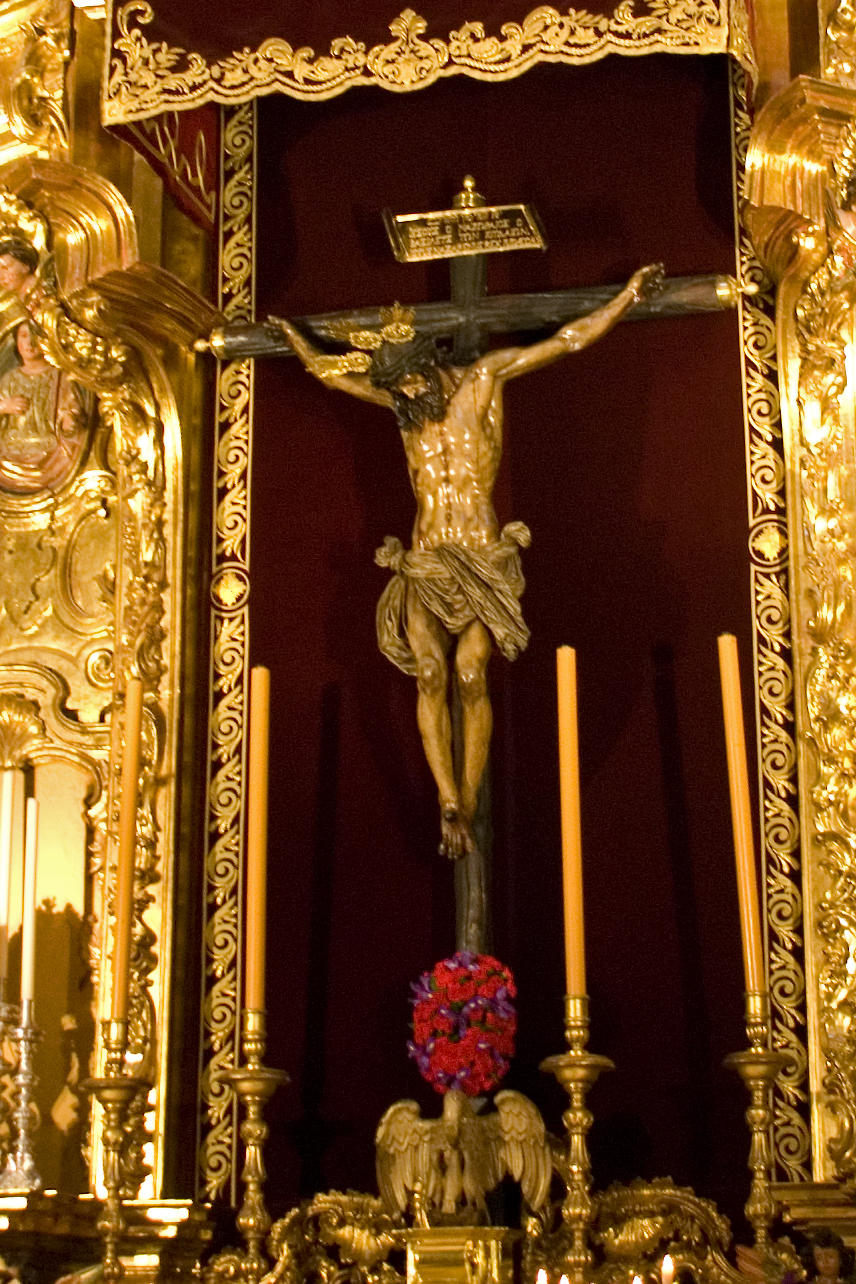
Le retable du Christ de l'Amour par Juan de Mesa.

#### Chapelles
- Chapelle du Sacrement. On y accède par le retable qui sert de portail. S'y trouve la statue de Notre Père Jésus de la Passion, sculpté par Juan Martínez Montañes en 1615. La chapelle permet d'accéder à la crypte ;
- Chapelle de la Miraculeuse ;
- Chapelle baptismale. S'y trouve une statue de Saint Christophe par Juan Martínez Montañés ;
- Chapelle du sanctuaire de la collégiale. Il n'en reste que des vestiges ;
- Chapelle funéraire. Datant du XVe siècle, elle fut très altérée lors d'une élévation du sol effectuée vers la fin de la construction du bâtiment ;

#### Retables
On y trouve 14 retables.
Chevet
- Retable Majeur. De style baroque, réalisé par Cayetano de Acosta entre 1770 et 1779, il est situé au fond du chœur ; il représente la Transfiguration. La chapelle majeure, surmontée d'une voûte hémisphérique et décorée de peintures murales, est l'œuvre de Juan de Espinal[7] ;
- Retable du Christ des Affligés. Il fut construit en deux temps, entre 1721 et 1724 par José Maestre puis entre 1786 et 1787 par Manuel Barrero y Carmona. Il combine néoclassicisme et baroque tardif ;
- Retable du Christ de l'Amour. Situé dans le déambulatoire, à droite, son christ fut sculpté en 1620 par Juan de Mesa ;

Mur de droite (épître)
- Retable des Saintes Juste et Rufine. Situé à côté de la chapelle baptismale, il fut créé par Juan de Dios Moreno en 1730 pour l'Hôpital de las Cinco Llagas. Le retable fut transféré dans l'église du Divin Sauveur en 1902 ;
- Retable de la Miraculeuse ;
- Retable de San Cristóbal. Il fut créé par José Maestre entre 1732 et 1734 et doré par Francisco Lagraña en 1757 ;
- Retable de San Fernando. Il fut réalisé entre 1760 et 1767 par le sculpteur José Díaz. Par contre, les icônes de San Fernando, San Hermenegildo et San Luis de Francia furent réalisées par Antonio de Quirós et peintes par Francisco Meneses Osorio en 1699. Les sculptures de saint Diego d'Alcalá et de saint Jean-Baptiste sont du XVIIIe siècle ;
- Retable de la Vierge des Eaux. Il fut réalisé entre 1722 et 1756 par Eugenio Reciente et José Maestre ;
- Retable des Saints Crispín et Crispiniano. Il fut créé entre 1730 et 1733 par José Fernando et Francisco José de Medinilla avec des sculptures de Bartolomé García de Santiago.

Mur de gauche

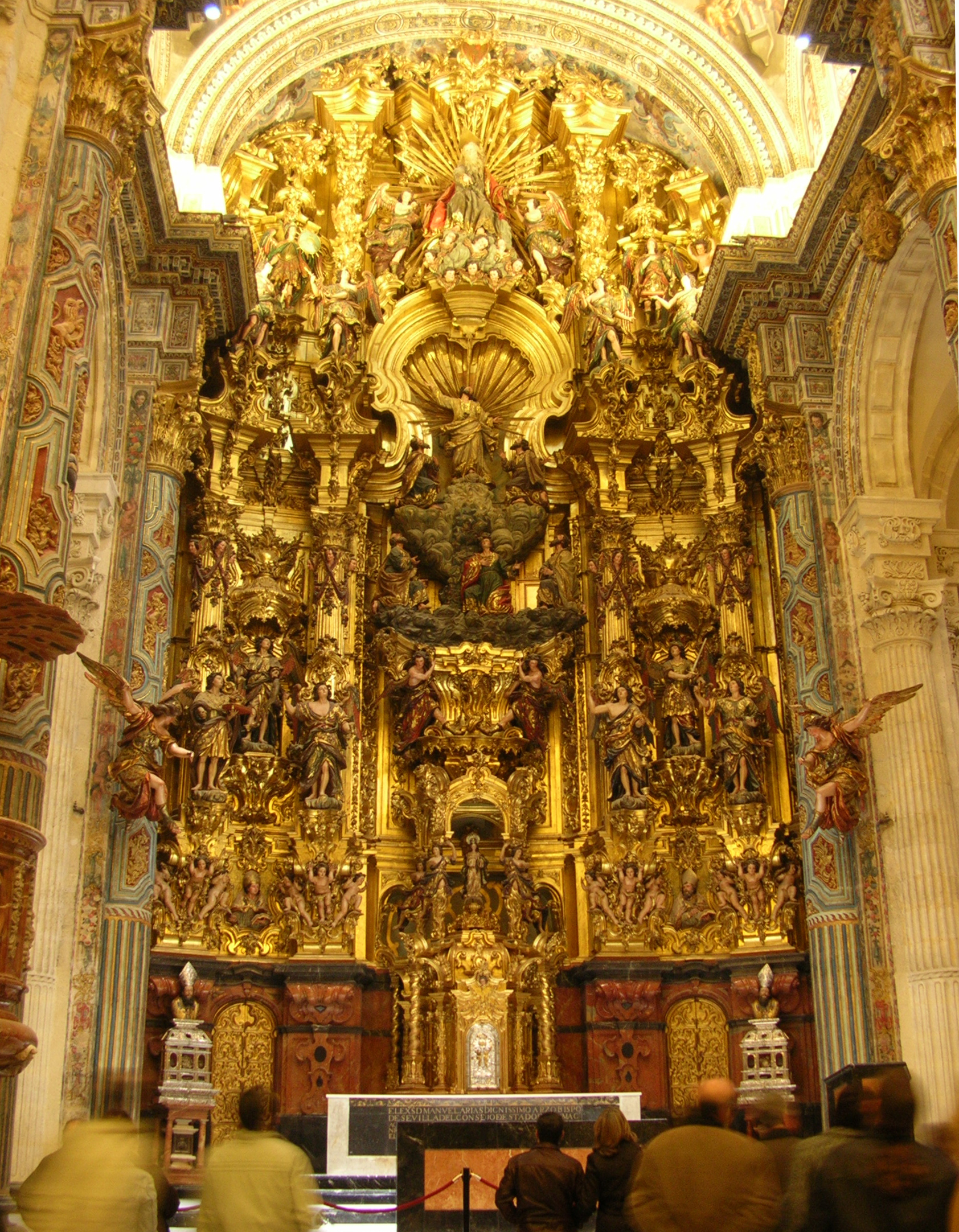
Retable majeur.

- Retable portail de la chapelle du Sacrement. De style rococo, il fut réalisé par Cayetano de Acosta entre 1756 et 1764 ;
- Retable de la Vierge d'El Rocío. Il contient une sculpture de l'Immaculée Conception attribuée à José Maestrdata et datant de 1731 ;
- Retable de Santa Ana. Datant de la fin du XVIIe siècle, son auteur est inconnu. La sculpture de Sainte Anne est attribuée à José Montes de Oca ;
- Retable de la Vierge de la Antigua. Réalisé entre 1750 et 1800, d'auteur inconnu ;
- Retable du Christ de l'Humilité et de la Patience. De style néoclassique, il est attribué à Antonio Quirós et date de la fin du XVIIe siècle.

## Confréries
L'église du Divin Sauveur est le siège des confréries suivantes :
- Confrérie de la Passion (Archicofradía Sacramental de Jesús de la Pasión) ;
- Confrérie de l'Amour (Hermandad de la Sagrada Entrada en Jerusalén y Cristo del Amor) ;
- Confrérie de Notre Dame d'El Rocío ;
- Confrérie de Notre Dame de La Antigua ;
- Confrérie de Notre Dame d'El Prado ;
- Confrérie des Maîtres Charpentiers.

## Protection
La cathédrale fait l’objet d’un classement en Espagne au titre de bien d'intérêt culturel depuis le 3 juin 1931.